# Myndus dubia
Myndus dubia är en insektsart som beskrevs av Frederick Arthur Godfrey Muir 1926. Myndus dubia ingår i släktet Myndus och familjen kilstritar. Inga underarter finns listade i Catalogue of Life.